# Béatrice Perregaux
Béatrice Perregaux, née à Môtiers le 3 février 1937 et morte à Troinex le 18 mars 1998, est une comédienne suisse, traductrice de dramaturges allemands (notamment Bertolt Brecht) et professeure à l'université de Genève.

## Biographie
Béatrice Perregaux est licenciée ès lettres de l'université de Genève en 1959 et titulaire du diplôme d'art dramatique du conservatoire de Genève. Sa formation théâtrale s'effectue à Paris avec Jacques Scherer, puis en Allemagne à l’université libre de Berlin (1962-1964).
En 1965 à une époque où les femmes sont rares dans le corps professoral genevois, elle crée le premier enseignement de dramaturgie et histoire du théâtre à l'université de Genève,. Elle devient chargée de cours en 1973.
Béatrice Perregaux est présidente de la Société suisse du théâtre de 1990 à 1995.
Ses travaux sont conservés au catalogue des manuscrits de l'université de Genève.

## Prix et distinction
1996 : Prix de Lucerne pour l'ensemble de son activité tournée vers le théâtre

## Publications
En tant que traductrice ou co-traductrice :
- La Mise en scène dans le théâtre d’amateurs, Manfred Wekwerth, 1971  (ISBN 9782851811431)
- L’Achat du cuivre, Bertolt Brecht, 1972, L’Arche (co-traduction)  (ISBN 9782851816917)
- Visages connus, sentiments mêlés, Botho Strauss, 1991, L’Arche (co-traduction avec Sophie Reiter)  (ISBN 9782851812827)